# USS LST-930
O USS LST-930 foi um navio de guerra norte-americano da classe LST que operou durante a Segunda Guerra Mundial.